# Golpe de Estado na Mauritânia em 2008

Localização da Mauritânia

Um golpe de estado foi dado na Mauritânia em 6 de agosto de 2008. Após os militares tomarem o poder, prenderam o presidente e o premiê do país, respectivamente Sidi Ould Sheikh Abdalahi e Yahya Uld Ahmed Waghf. O golpe ocorreu apenas 1 ano e meio após as Eleições presidenciais de 2007.

## Reações

### No país
A maioria dos partidos políticos do país apoiaram o golpe.

### Organizações internacionais
- Liga Árabe: A organização expressou preocupação com o ocorrido e pediu a volta da estabilidade política[3]
- União Africana: A Mauritânia foi suspensa da organização em decorrência do golpe.[4]
- União Europeia: O bloco suspendeu a ajuda econômica ao país[5]

### Países
- Estados Unidos: O governo dos Estados Unidos condenou o golpe, ao afirmar que os militares "derrubaram um governo eleito democraticamente[6]
- Portugal: Como Portugal não tem representação diplomática no país, aconselhou os portugueses lá residentes a procurar a embaixada francesa no país.[7]